# Fred Singeisen
Fred Singeisen (* 9. Januar 1909; † 11. November 1982) war ein Schweizer Psychiater und Psychoanalytiker.

## Leben
Fred Singeisen war der Sohn der verwitweten Lenko Albert, die 1912 den Psychiater Walter Morgenthaler heiratete. Er studierte Medizin und promovierte 1935 an der Universität Bern bei Walter Frey, dem Direktor der Medizinischen Universitätsklinik. Mit einem Stipendium der Rockefeller Foundation forschte er bei Hugo Spatz am Anatomischen Laboratorium der Psychiatrischen und Nervenklinik München.
Singeisen leitete von 1942 bis 1945 die Psychiatrische Universitätspoliklinik Basel. Von 1946 bis 1951 war er Direktor der Psychiatrischen Klinik Waldhaus in Chur. Von 1951 bis 1974 war er Direktor der Psychiatrischen Klinik Wil. Singeisen hat die tiefenpsychologische Ansätze in die klinische Arbeit aufgenommen, die Personalausbildung verbessert und die Sozialpsychiatrie gefördert. Auf der Basis seiner Begutachtung wurden Zwangssterilisationen durchgeführt. Singeisen war im Psychoanalytischen Seminar Zürich und in der Schweizerischen Gesellschaft für Psychoanalyse aktiv.

## Schriften
- Experimentelle Untersuchungen über die Kapillarisierung des Herzmuskels bei Diphtherie und die Beeinflussbarkeit durch Calcium. 1935 (Dissertation, Universität Bern).
- Über die syphilitische Schwielenbildung der weichen Häute am hinteren Umfang des Rückenmarks. In: Archiv für Psychiatrie und Nervenkrankheiten. Bd. 106, H. 1 (1. Dezember 1937), S. 106–140, doi:10.1007/BF01987701.
- Zur Frage der zentralen Umstimmung der Sehschärfe peripherer Netzhautbezirke. In: Schweizer Archiv für Neurologie und Psychiatrie. Bd. 41 (1938), H. 1, S. 193–199.
- Rorschachbefunde bei chronisch Lungentuberkulösen und Herzkranken. In: Schweizer Archiv für Neurologie und Psychiatrie. Bd. 45 (1940), S. 200–247
- mit Hans Kayser: Möglichkeiten und Aufgaben der modernen Psychiatrie. In: Praktische Psychiatrie. Bd. 42 (1963), Nr. 4.
- Analyse eines Zwangscharakters. In: Psyche. Bd. 10, H. 5 (August 1956), S. 277–293.
- Sigmund Freud und die Psychoanalyse. In: Praktische Psychiatrie. Bd. 35 (1956), H. 7, S. 122–127.
- Schuld und Zurechnungsfähigkeit. In: Praktische Psychiatrie. Nr. 10/11.
- Mitwirkung: Walter Morgenthaler: Die Pflege der Gemüts- und Geisteskranken. 7., vermehrte und verbesserte Auflage. Huber, Bern 1962.
- Bericht über die gegenwärtige Situation am Psychoanalytischen Seminar Zürich an die Schweizerische Gesellschaft für Psychoanalyse. 1976, abgedruckt in: Das Psychoanalytische Seminar Zürich (= Luzifer-Amor. Jg. 6, Heft 12). Edition Diskord, Tübingen 1993.